# Balthasar (II.) von Campenhausen

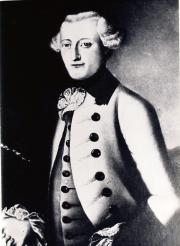
Balthasar Freiherr von Campenhausen

Balthasar Freiherr von Campenhausen (* 28. November 1745 in Gut Orellen; † 12. Juli 1800 in Peddast) war ein russischer Senator, Geheimer Rat und Zivilgouverneur Livlands.

## Familie

Wappen der Freiherren von Campenhausen

Balthasar Freiherr von Campenhaussen entstammte dem livländischen Adelsgeschlecht derer von Campenhausen; er war der Sohn des russischen Generalleutnants Balthasar Freiherr von Campenhausen und dessen zweiter Gemahlin Helene Juliane von Straelborn. Am 1. März 1767 heiratete von Campenhausen Sophie Eleonore Woldeck von Arneburg; aus der Ehe gingen sieben Kinder hervor. Sein ältester Sohn Balthasar (1772–1823) wurde Reichskontrolleur Russlands, Mitglied des russischen Reichsrates und russischer Finanz- und Innenminister. Sein Sohn Hermann (1773–1836) übernahm das Gut Orellen und vermählte sich mit Gräfin Keyserling. Sein Sohn Christoph (1780–1841) wurde Mitglied des russischen Oberkonsistoriums in St. Petersburg. Seine älteste Tochter Leocadie vermählte sich mit Magnus Barclay de Tolly, dem einzigen Sohn des russischen Generalfeldmarschalls und Kriegsministers Michael Andreas Barclay de Tolly. Seine Tochter Sophie wurde russische Hofdame der Erbprinzessin Helene Paulowna von Mecklenburg [-Schwerin], Oberhofmeisterin der Erbgroßherzogin Alexandrine von Mecklenburg [-Schwerin] und Ehefrau des mecklenburgischen (ersten) Ministers Leopold von Plessen. Seine Tochter Charlotte (1778–1831) heiratete den russischen Gouverneur Estlands, Gotthard Wilhelm von Budberg-Bönninghausen. Balthasar Freiherr von Campenhausen starb am 12. Juli 1800 während einer Dienstreise nach Ösel auf dem Gut Peddast; er wurde in der Familien-Grabkapelle auf seinem Gut Orellen beigesetzt.

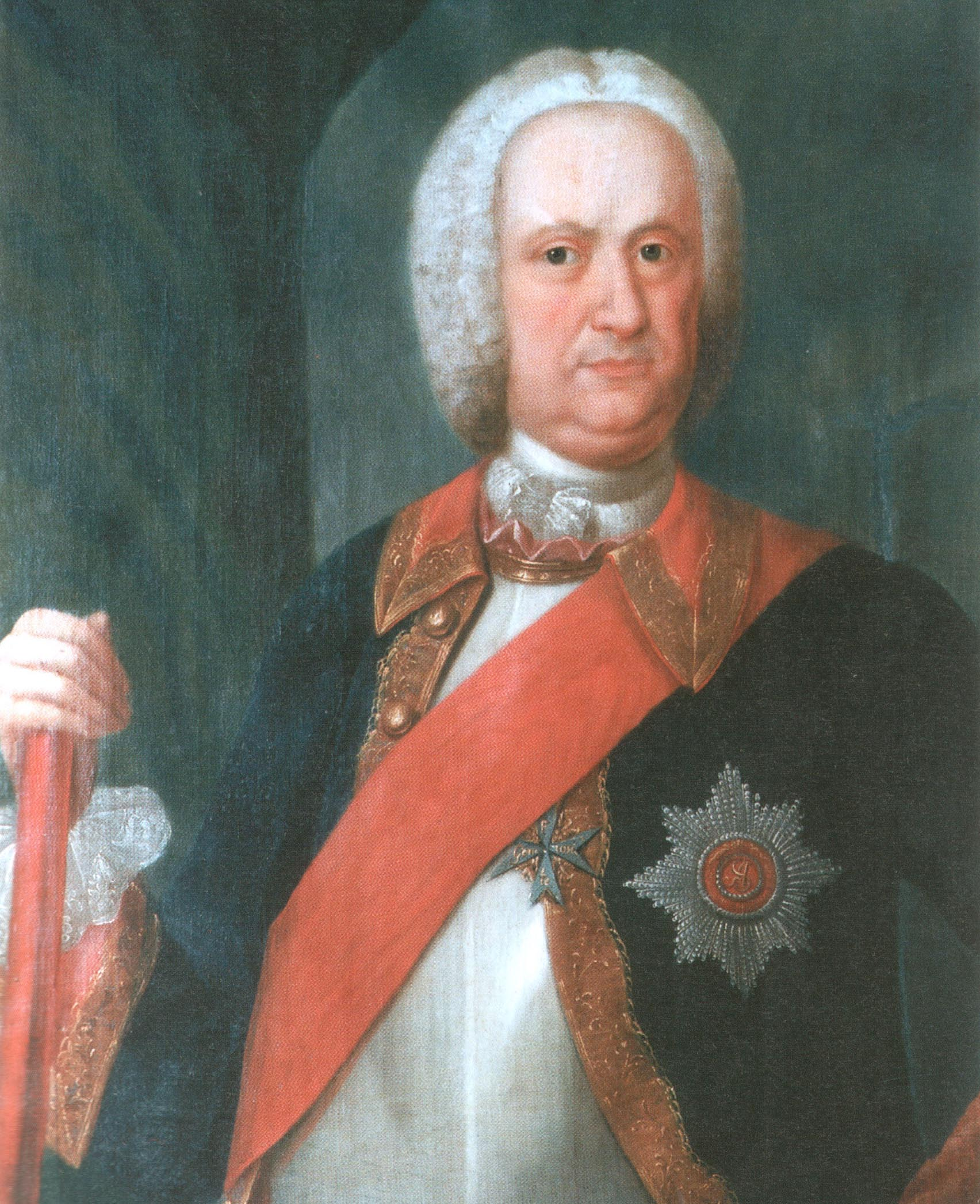
Vater Balthasar (I.)
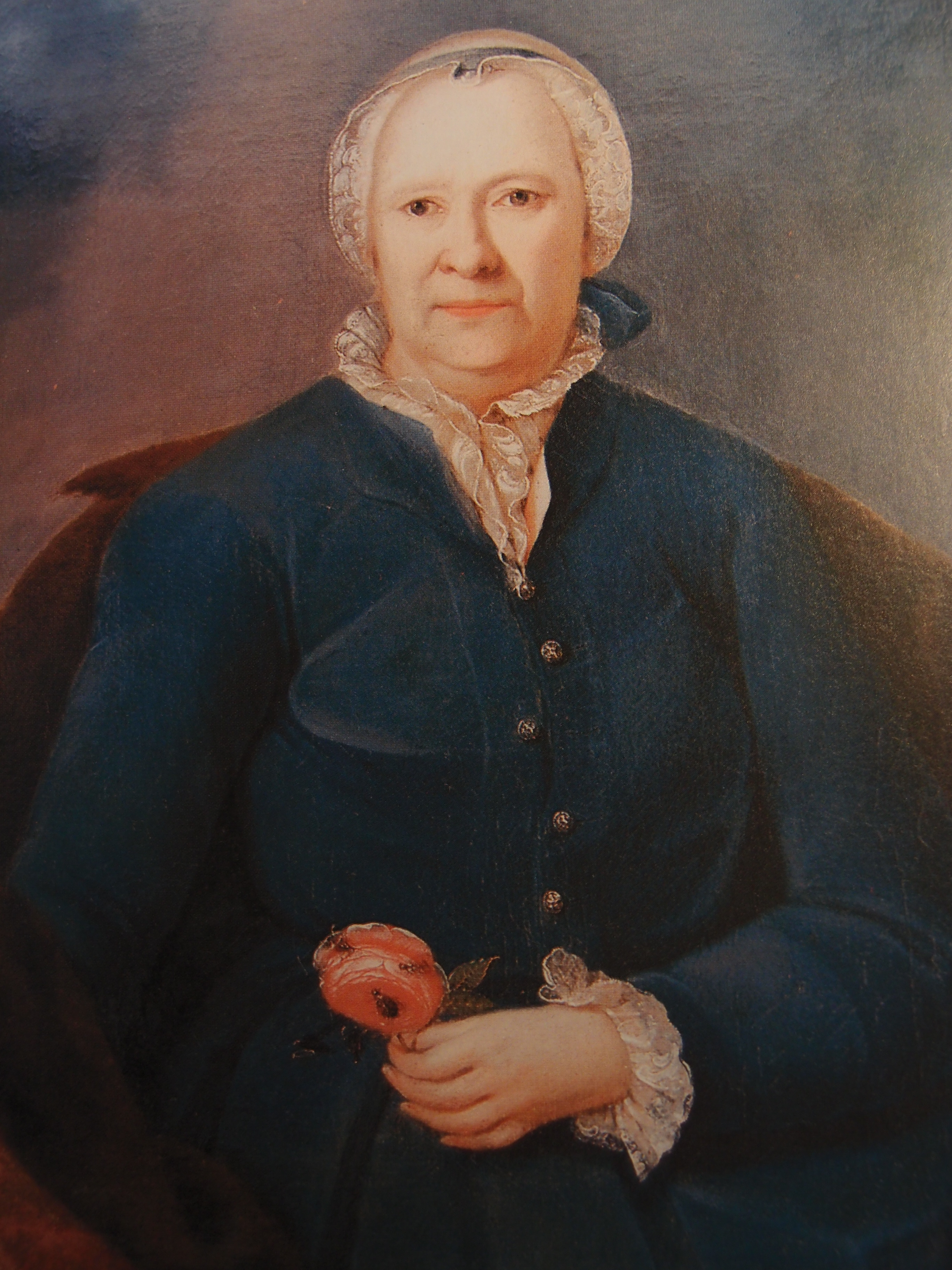
Mutter Helene
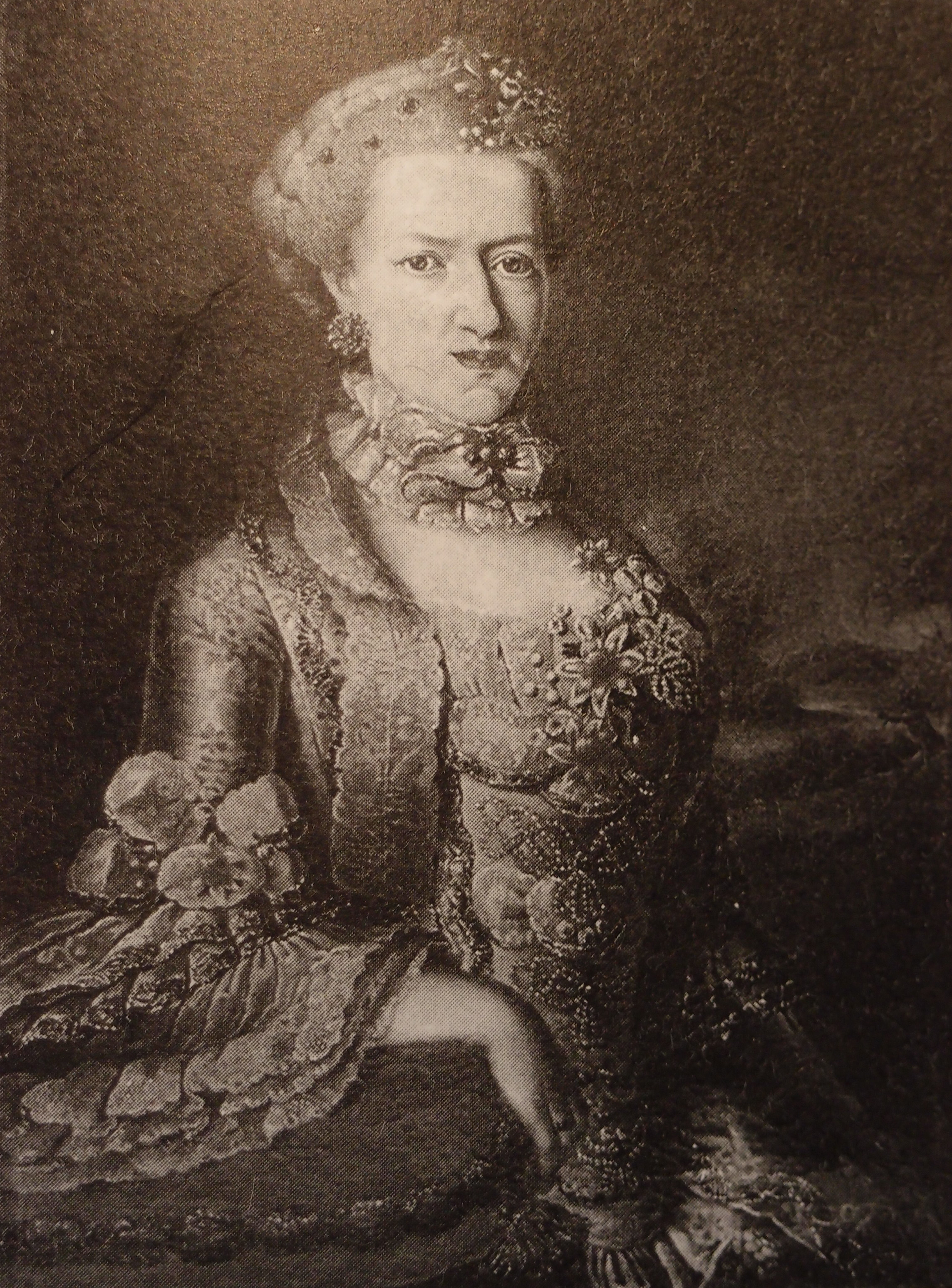
Ehefrau Sophie Eleonore
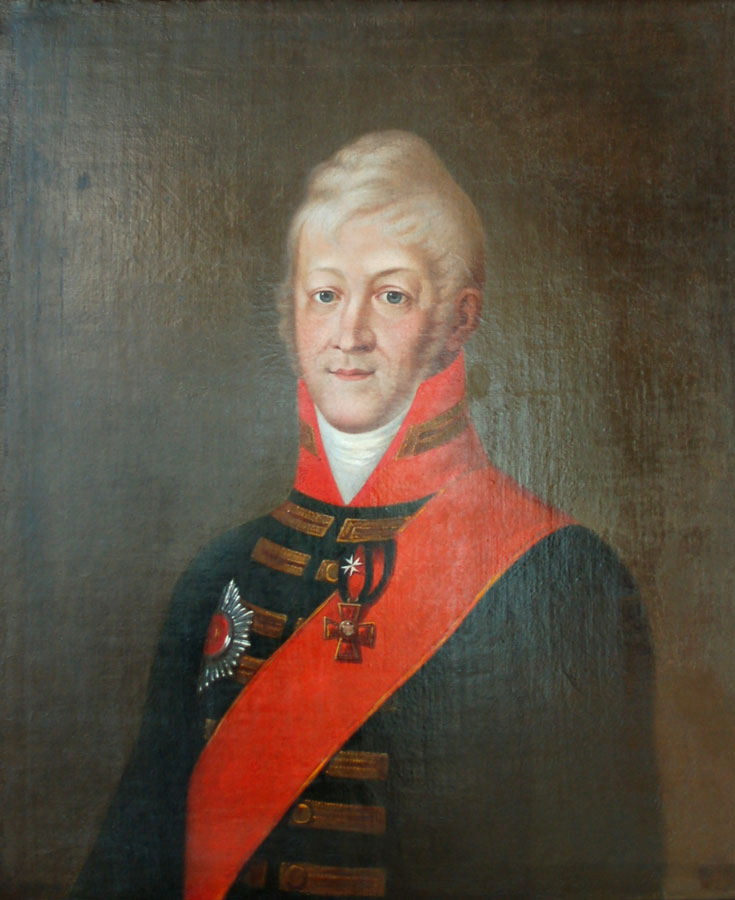
Sohn Balthasar (III.)
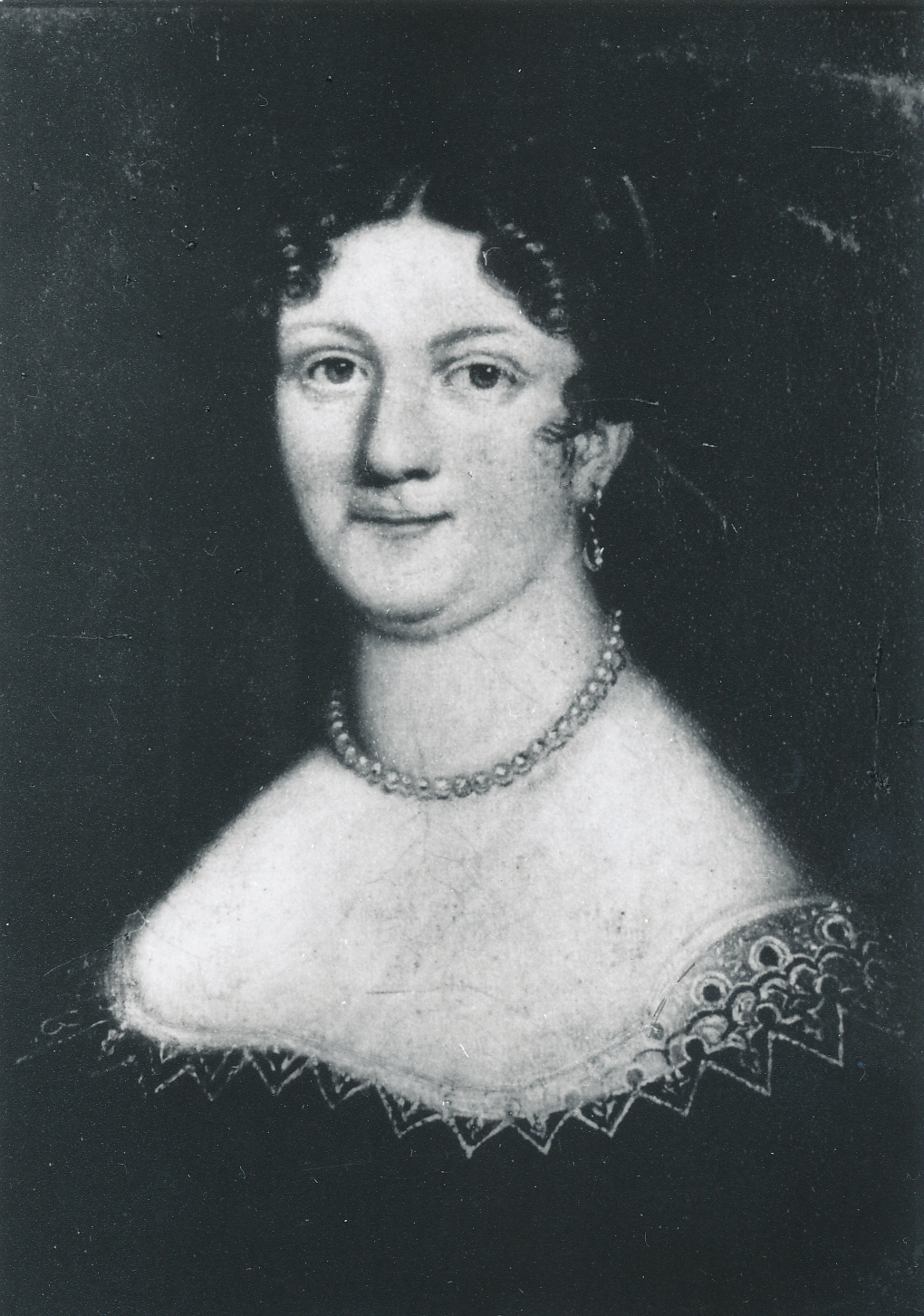
Tochter Sophie
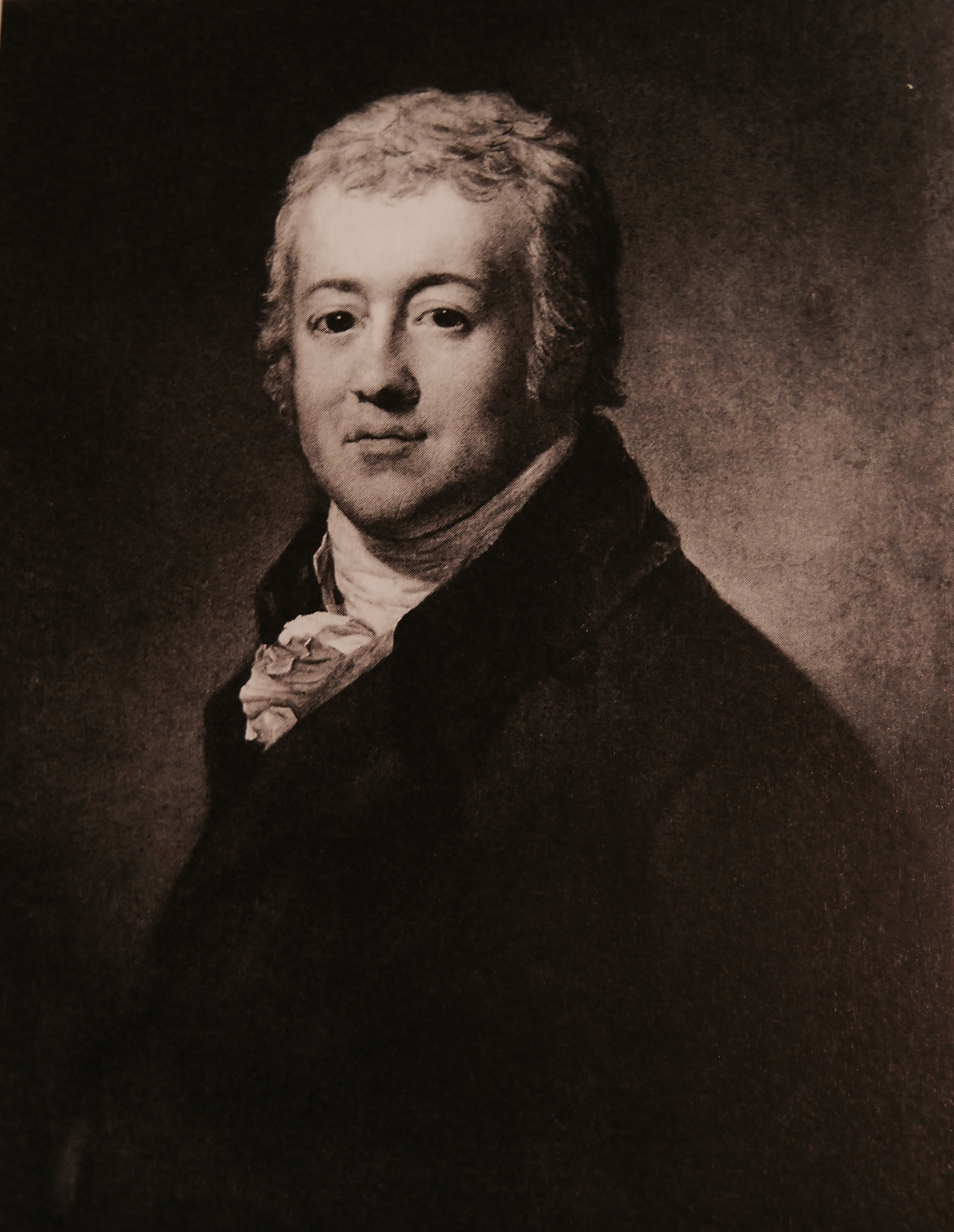
Sohn Hermann Johann
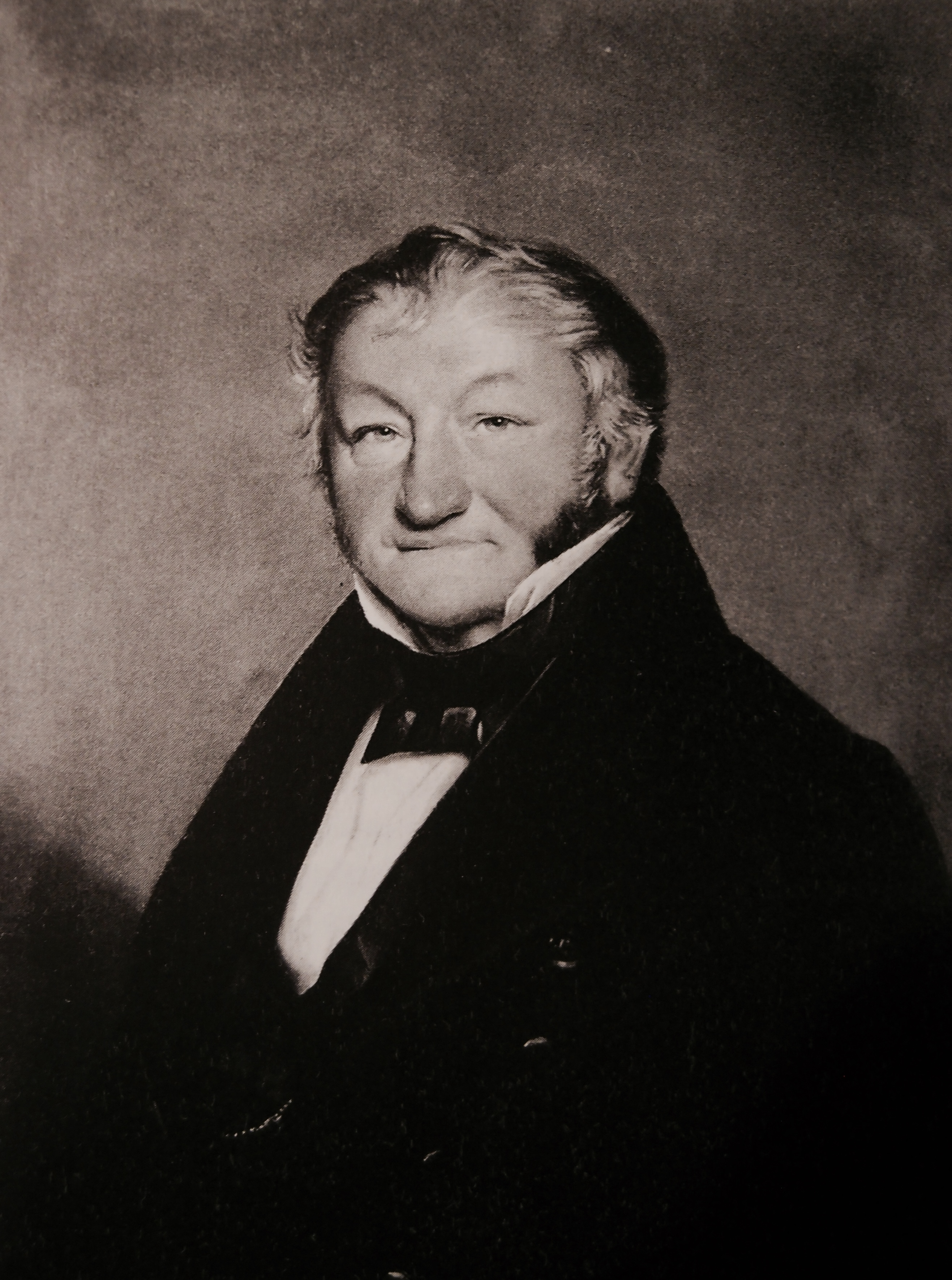
Sohn Johann Christoph

## Leben und beruflicher Werdegang

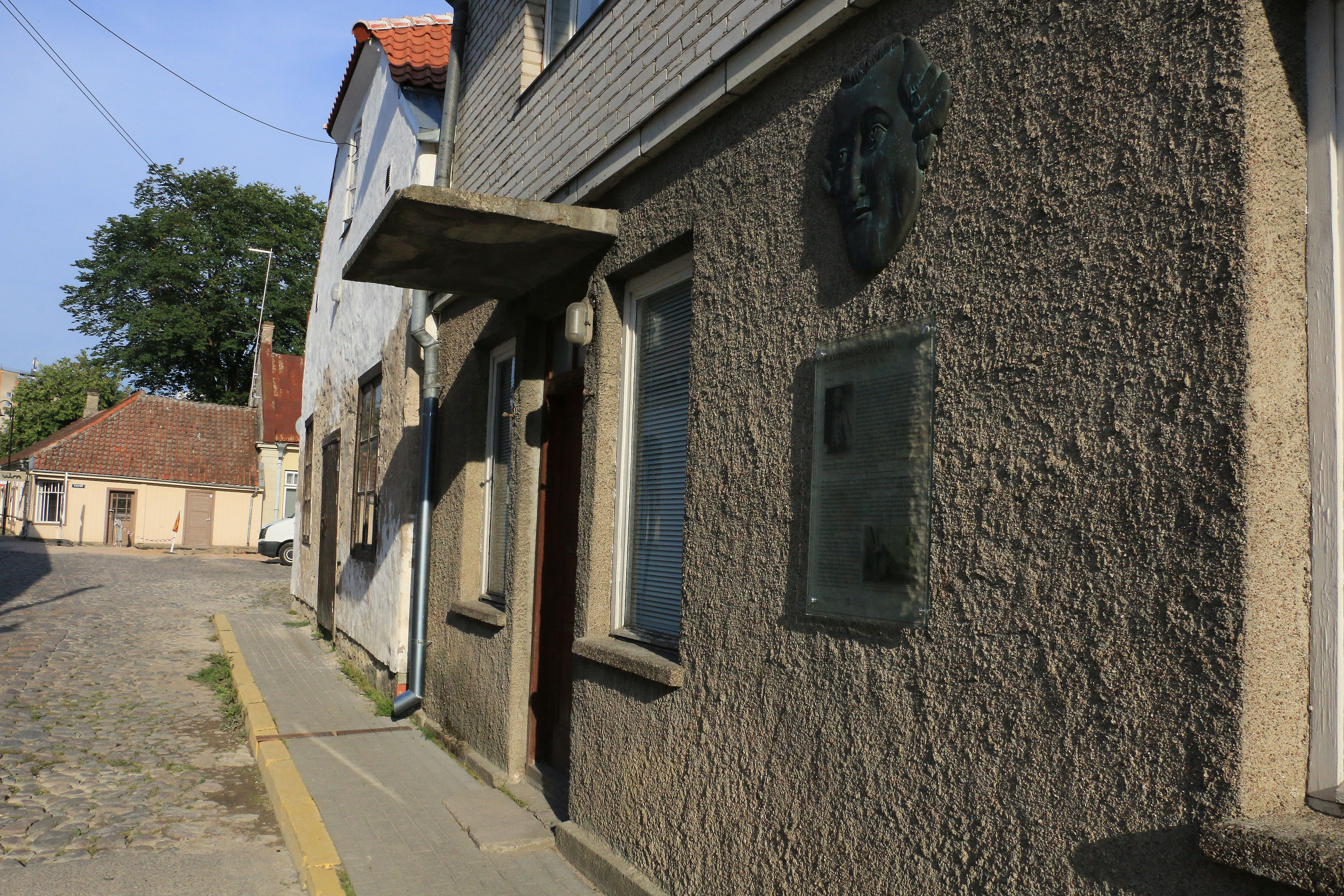
Gedenktafel am früheren Wohnsitz von Balthasar Freiherr von Campenhausen in Kuressaare auf Saaremaa (Ösel)

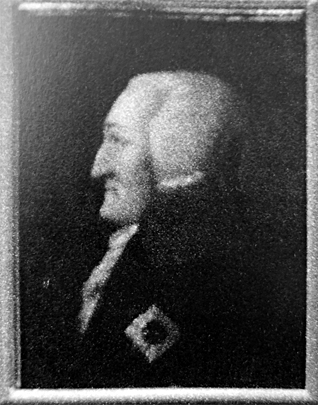
Senator Balthasar von Campenhausen (1797)

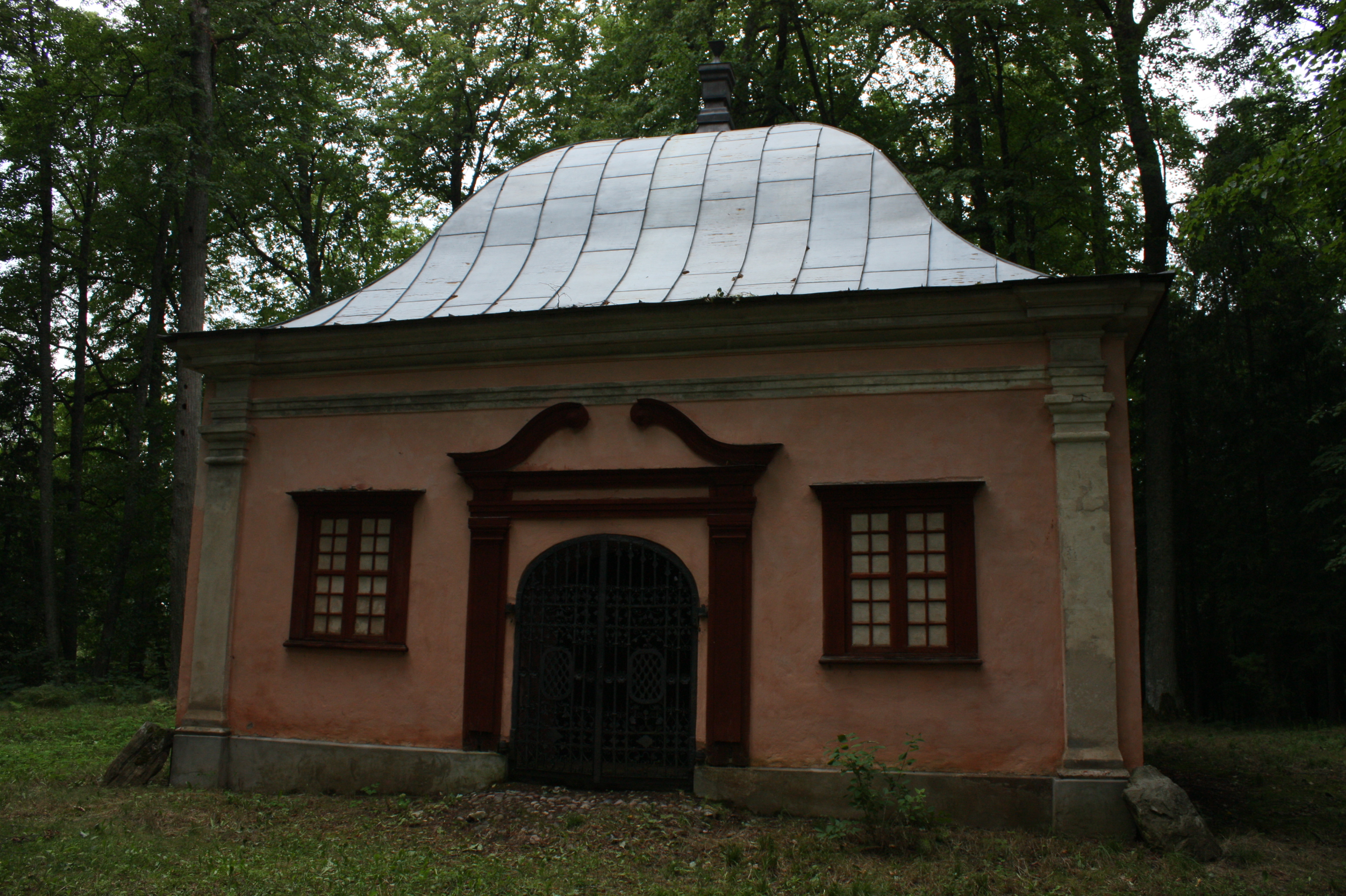
Familienkapelle auf Orellen

Campenhausen erhielt zunächst häuslichen Privatunterricht und studierte im Anschluss von 1761 bis 1767 an den Universitäten Helmstedt, Halle und Leipzig Kameralwissenschaften, Jura und Mathematik; danach bereiste er Holland, England und Frankreich. 1767 schlug er die Offizierslaufbahn beim Gothaschen Herzog ein und nahm dort 1777 als Oberst seinen Abschied. Von 1777 bis 1783 wurde Campenhausen livländischer Landrat; anschließend Oberkirchenvorsteher des Kreises Wenden (1778) sowie Assessor des Hofgerichtes (1779).

## Verdienste um die Infrastruktur auf der Insel Ösel
1783 ernannte man Campenhausen auf Ösel zum Vizegouverneur Livlands und Direktor des livländischen Kameralhofes, eine Position, die er bis 1797 innehatte. In dieser Zeit ließ er die Insel vermessen, auf die jeweilige Bodengüte überprüfen und begann mit einer durchgreifenden Flurbereinigung ("Regulierung"). Darüber hinaus sorgte er für umfangreiche Entwässerungs-Projekte, ließ Sümpfe trockenlegen, Kiefern gegen die Versandung aufforsten, Straßen befestigen, gründete eine Bauernbank, sorgte für einen regelmäßigen Postdienst und reorganisierte die Behörden. Campenhausens Eifer verdankte das damals rückständige und unterentwickelte Ösel eine vergleichsweise zeitgemäße Infrastruktur. Der Freiherr gab auch dem gesellschaftlichen Leben in der abgelegenen Provinz ungewohnte Impulse: "Er bildete einen kleinen Hof, an dem es auch an Intriguen nicht fehlte. Mit der gleißenden französischen Sprache, die er sehr liebte und beförderte, schlich sich auch gleißende französische Sitte und Moral in dieses Land, in welchem bis dahin strenge Ehrbarkeit geherrscht hatte." Damen mussten in einer vom Freiherrn entworfenen "blau-weißen Uniform" erscheinen. Ab dem 2. Oktober 1785 hielt Campenhausen in seinem Anwesen, das mit holländischen Kacheln und Standbildern geschmückt war, jeden Donnerstag einen "Männerklub" ab, 1786 folgte jeden Mittwoch ein "Tanzklub". Im Rathaussaal richtete er 1787 ein "Schultheater" ein, dessen Vorstellungen, darunter Stücke von Gotthold Ephraim Lessing, ganzjährig um 17 Uhr begannen. Jeweils zu Monatsbeginn setzte eine "musikalische Liebhabergesellschaft" Konzerte an. Nachdem 1785 ein Lesezirkel gegründet worden war, folgte 1791 die erste Leihbibliothek.
In Arensburg ließ Campenhausen ganze Straßenzüge abreißen und modernisieren, sorgte für Straßenschilder und -reinigung, ordnete die Beseitigung von Müllhalden an, schaffte die bis dahin üblichen, feuergefährlichen Strohdächer ab und regte die Gründung der Arensburgschen Wochen- oder Intelligenzblätter an. „Rastlos thätig befand er sich stets auf den Rädern oder im Sattel“, so Zeitzeugen, und nicht selten habe der Freiherr unangemeldet seine Revisoren besucht.
1796 wurde Campenhausen Geheimrat. 1797 wurde er für sieben Wochen Zivilgouverneur Livlands; anschließend ernannte man Campenhausen zum Senator und nahm ihn als Mitglied in die Kodifikationskommission auf. In dieser Zeit bereiste er Ösel nur noch gelegentlich. Sein Traum, zum Gouverneur einer neu geschaffenen Provinz aus "sämtlichen (russischen) Ostsee-Inseln" ernannt zu werden, erfüllte sich indes nicht.
In einem Brief aus dem Jahre 1799 an seinen Sohn Hermann zählte Balthasar Freiherr von Campenhausen seinen vollständigen Titel wie folgt auf:
Ruß. Kaiserl. Geheimer Rat, Senateur, Mitglied der Commißion zur Anfertigung der Reichs-Gesätze, Oberster Directeur der Banque des Erziehungs-Hauß (d. h. der Kadettenanstalt) u. Ehrenmitglied des Conseils desselben, Groß-Kreutz des. St. Annen und St. Wolodimir-Ordens.

## Orden und Ehrenzeichen
- Ritter des St. Wolodimir-Ordens (Großkreuz)
- St. Annen-Orden (Großkreuz)

## Gutsbesitz

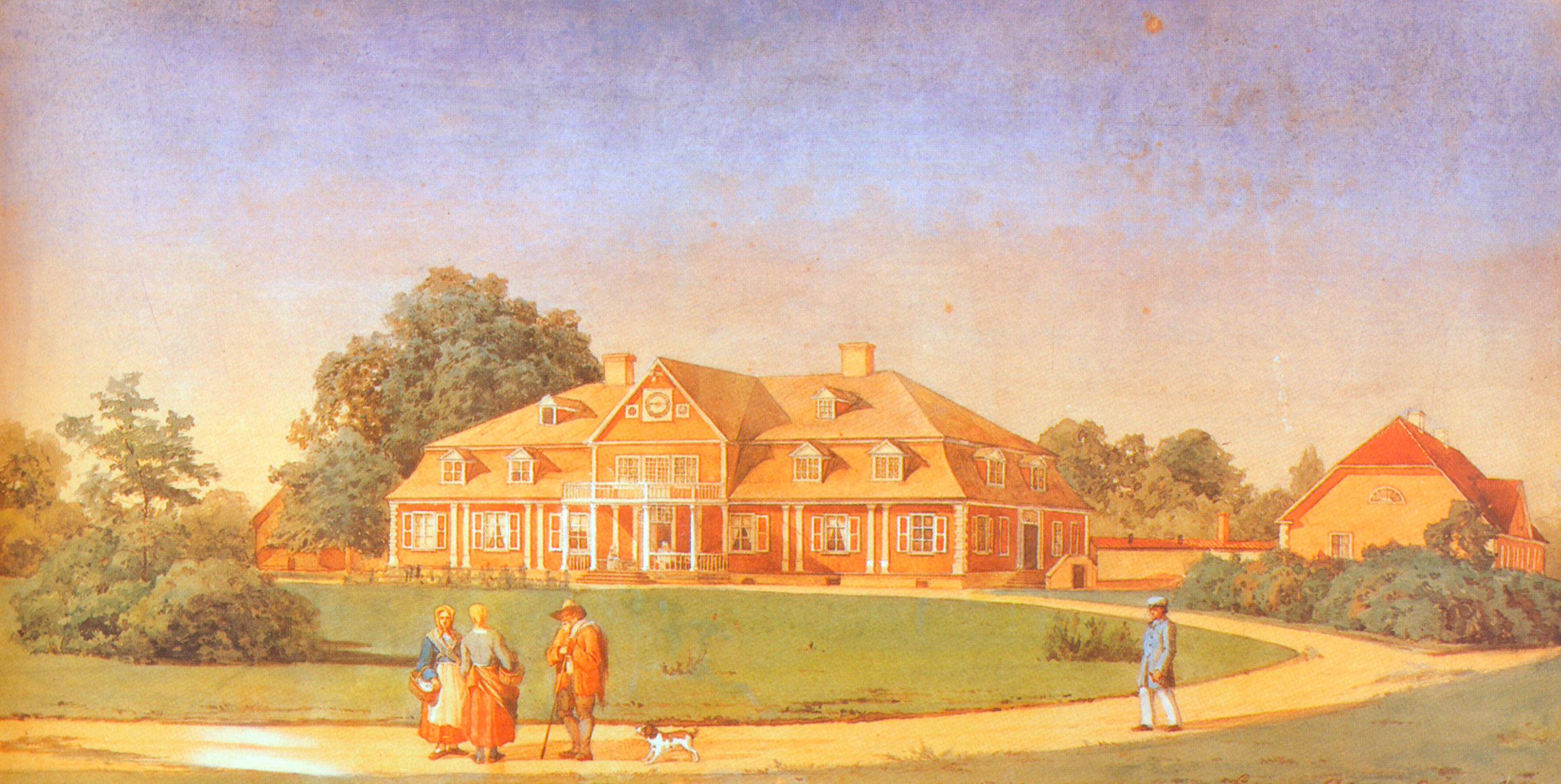
Gut Orellen (Gemälde von Eugen Dücker, 1862)

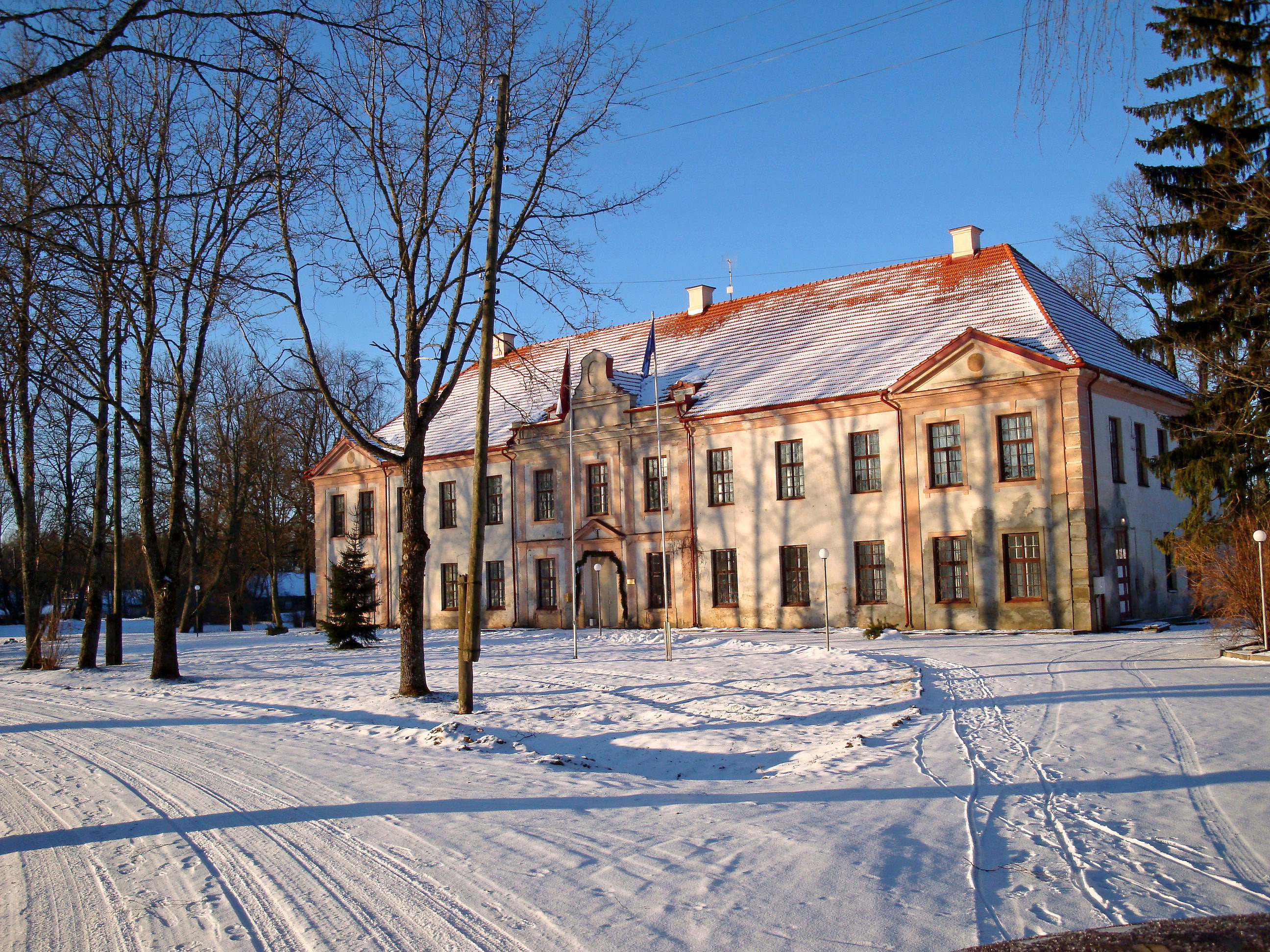
Wesselshof, 2009

Balthasar Freiherr von Campenhausen war Besitzer der nachstehenden Güter:
- Orellen
- Kudum
- Lenzenhof
- Schloss Ermes (1795–1797)
- Wesselshof (seit 1797)
- Aula und Dubinsky (seit 1798, kaiserliches Geschenk)
- Uhla (1799–1800, kaiserliches Geschenk)
- Bremerseite (1799–1800, kaiserliches Geschenk)
- Waimastfer (1796–1799, Pfandbesitz).
- Kikerina
- Rakulitz
- Laskowitz